# LesGaiCineMad
LesGaiCineMad, Festival Internacional de Cine LGBT de Madrid, es un festival de cine que se celebra desde 1996 en la Comunidad de Madrid (España), ha proyectado centenares de cortometrajes y largometrajes en su Sección Oficial. Cuenta con un fondo digital de más de 3.000 películas independientes que compone el mayor fondo sobre diversidad afectiva en España. Es organizado por Fundación Triángulo.
La programación incluye, además de la proyección de largometrajes, cortometrajes, documentales y videoarte, actividades paralelas como conferencias, ruedas de prensa o fiestas. En cada edición se realiza una entrega de premios votados por el público y otros fallados por un jurado profesional. Además se suelen entregar galardones o premios honoríficos a personalidades destacadas en el cine de temática LGTB.
En su género LesGaiCineMad es un festival de cine con repercusión por audiencia (casi 10.000 espectadores en 2017), seguimiento en medios de comunicación (más de 30 periodistas acreditados y menciones en más de 140 artículos) y número de obras exhibidas (114).

## Ediciones

### 1ª Edición (1996)

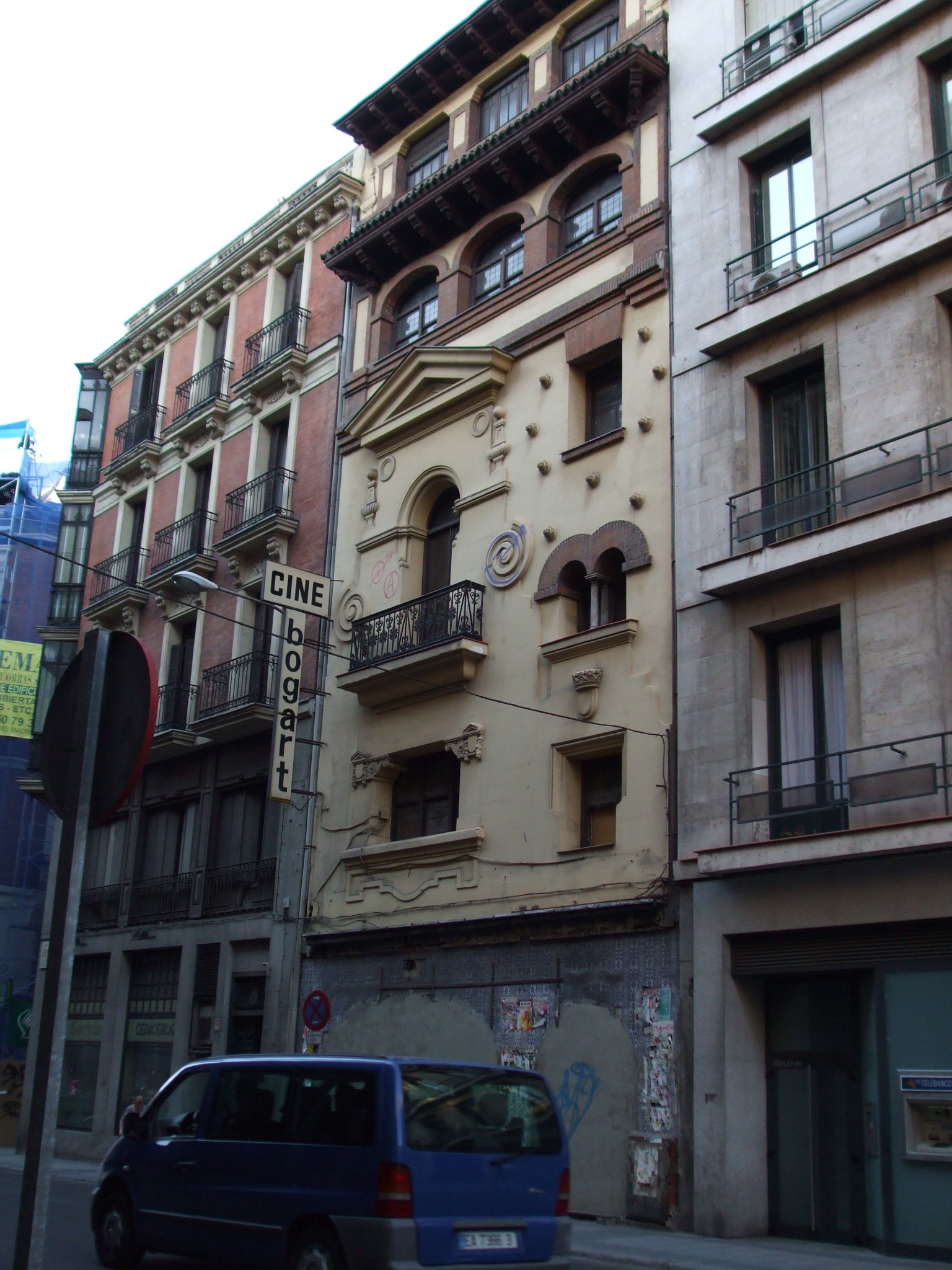
El Cine Bogart acogió las primeras ediciones de LesGaiCineMad

Entre el 8 y el 10 de noviembre de 1996 los Cines Bogart de Madrid acogieron la primera edición del entonces denominado Muestra de Cine Gai y Lésbico. 
Con un presupuesto aproximado de 12.000€ durante 3 días se proyectaron 20 obras seleccionadas de entre 40 que previamente se proyectaron en un festival de la misma temática celebrado en Barcelona. El tono general de las películas mostradas fue reivindicativo y con un claro afán de mostrar la diferencia y aspirar a la igualdad. Un total de 2000 personas acudieron a las diferentes sesiones.

"El cine es el eje, pero en torno a él hemos articulado una programación de eventos mucho más amplia: tenemos exposiciones de fotografía, talleres, conferencias, mesas redondas, un curso en la Complutense, una master class de Ventura Pons"
Gerjo Pérez Meliá 

### 2ª Edición (1997)
Manteniendo la misma sede la 2ª Muestra Internacional de Cine Lésbico y Gay de Madrid, ya renombrada como LesGaiCineMad y con un presupuesto de 60.000€, se celebró entre los días 7 y 16 de noviembre de 1997.
Entre las películas destacadas que se proyectaron figuró una retrospectiva del director Gus Van Sant: Ellas también se deprimen, Mala noche o Mi Idaho Privado. También se incluyeron dos documentales: It’s elementary: Talking about gay issues in school, que aborda la normalización de la afectividad en las escuelas de Estados Unidos, y Jodie: An Icon centrado en la actriz y directora Jodie Foster.

### 3ª Edición (1998)

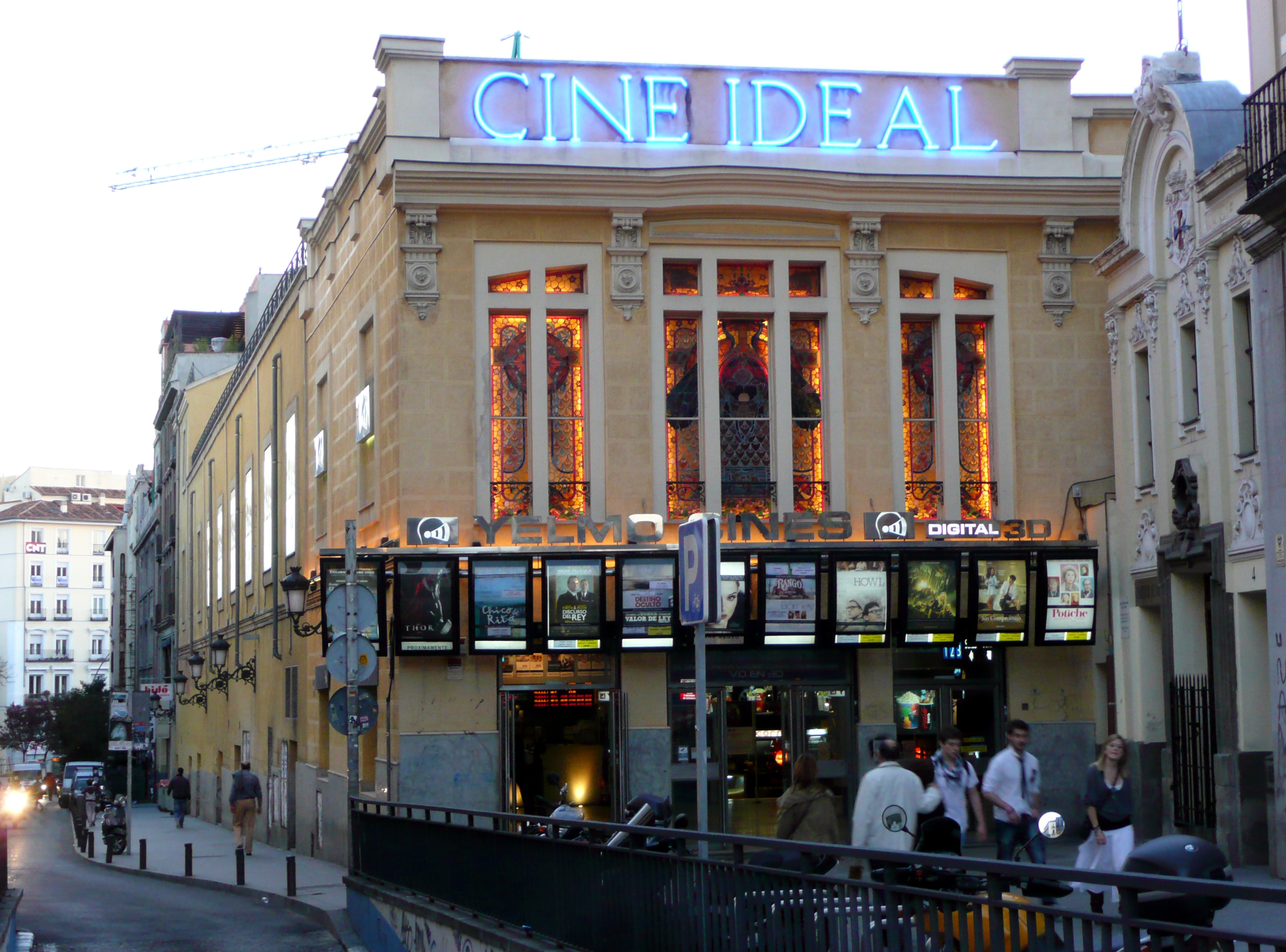
Los Cines Ideal también fueron sede del Festival en sus primeras ediciones

La 3ª Edición se desarrolló en los Cines Ideal entre el 5 y el 11 de noviembre de 1998.
Se proyectaron casi medio centenar de películas que incluyeron cortometrajes, mediometrajes y largometrajes. Destacó la retrospectiva dedicada a la cineasta británica Pratibha Parmar y el homenaje al director y guionista norteamericano Martin Sherman autor de la obra teatral Bent adaptada a la gran pantalla en 1997 por Sean Mathias. Aproximadamente acudieron a las sesiones 4.000 personas.

"Luchar por la igualdad social de gays y lesbianas, porque a día de hoy todavía es patente la discriminación".
Miguel Ángel Sánchez, Fundación Triángulo (1998) 

### 4ª Edición (1999)
Un total de 38 películas se proyectaron en los Cines Bogart entre el 4 y el 11 de noviembre de 1999 en la 4ª edición de LesGaiCineMad.
Patrocinado por la Consejería de Cultura de la Comunidad de Madrid, el Círculo de Bellas Artes, la FNAC y varios locales de ocio y restauración los temas principales abordados fueron la adolescencia y la retrospectiva histórica. Entre las películas más destacadas de la programación figuran Fucking Amal o Get Real. También se presentaron documentales como The man who drove with Mandela y se incluyeron dos cortometrajes realizados en España: Back room (El Cuarto Oscuro), del director catalán Guillem Morales, y Viaje a la Luna, de Frederic Amat, un corto inspirado en la obra de Federico García Lorca.

### 5ª Edición (2000)

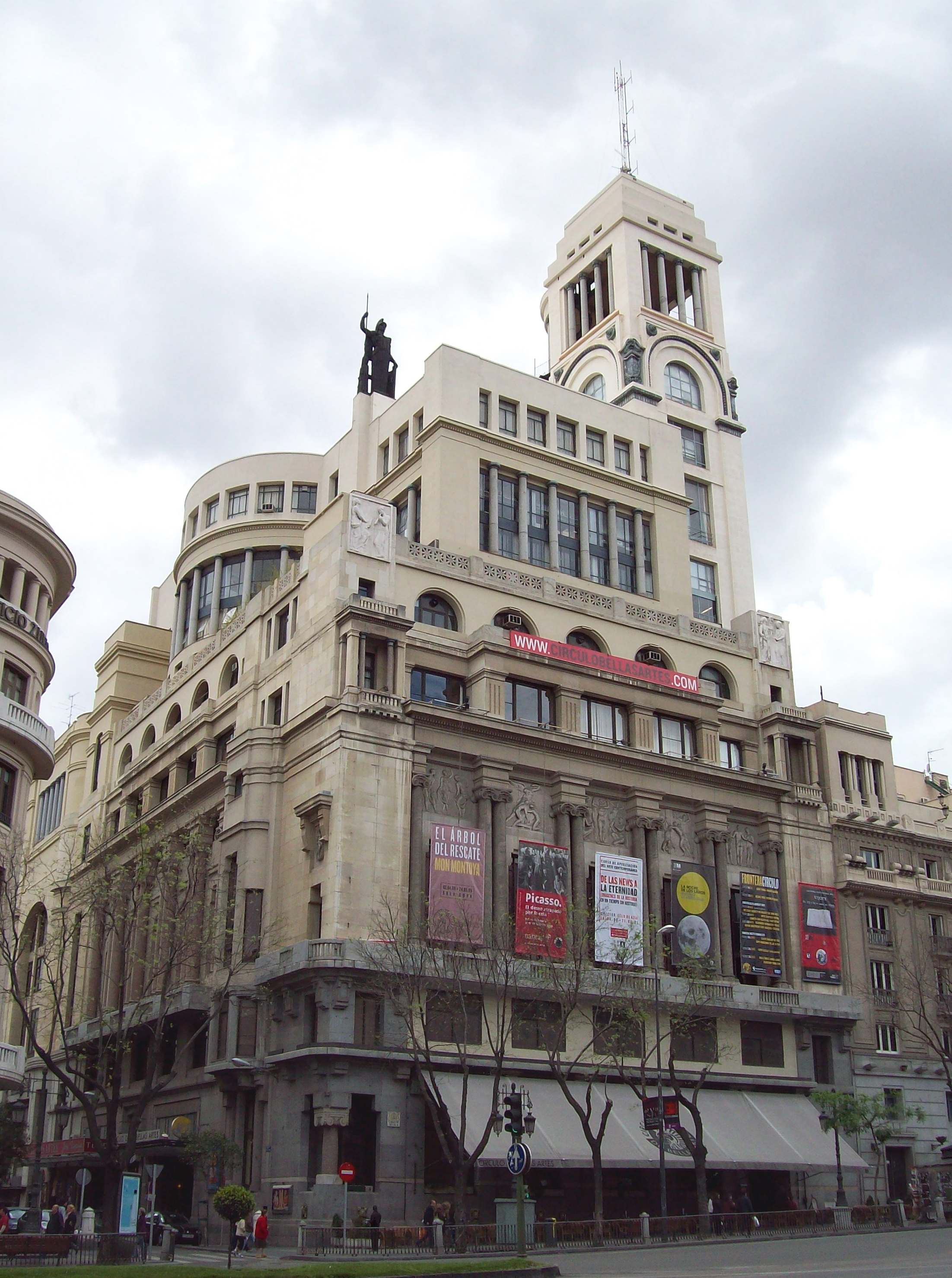
El Círculo de Bellas Artes también acogió proyecciones del Festival

Celebrado entre el 3 y el 12 de noviembre de 2000, la 5.ª edición del Festival trasladó su sede al Cine Estudio del Círculo de Bellas Artes.
Desde esta edición se comenzaron a incluir actividades paralelas como una mesa redonda dedicada al cine de temática LGTB o encuentros con directores de cine. Un total de 59 obras fueron proyectadas, destacando dos retrospectivas: una dedicada a películas ya mostradas con anterioridad, con motivo del quinto aniversario del Festival, y otra dedicada al cineasta catalán Ventura Pons que incluyó la proyección del cortometraje Informe sobre el FAGC y la película documental Ocaña, retrato intermitente.

### 6ª Edición (2001)
Manteniendo la misma sede que la anterior edición, el Círculo de Bellas Artes, la sexta edición del Festival tuvo lugar entre el 1 y el 11 de noviembre de 2001.
Los nuevos modelos familiares fueron eje central de una programación que, por primera vez, fue autónoma respecto al Festival de Cine LGTB de Barcelona. En total se proyectaron 20 largometrajes, 40 cortometrajes y 5 documentales y, desde esta edición, el premio otorgado por el público incluía una remuneración económica (1.500€ para la mejor película y 600€ para el mejor cortometraje). La retrospectiva se dedicó al director británico fallecido como consecuencia del VIH Derek Jarman proyectándose Eduardo II, Sebastiane, The Angelic Conversation y The Garden.

"La sociedad está cambiando, pero las legislaciones no reconocen más modelo de familia que el tradicional, padre-madre-hijos, cuando de hecho cada vez hay más familias monoparentales y muchas parejas homosexuales reclaman el derecho a la adopción"
Mario Fuertes, coordinador de LesGaiCineMad (2001) 

### 7ª Edición (2002)

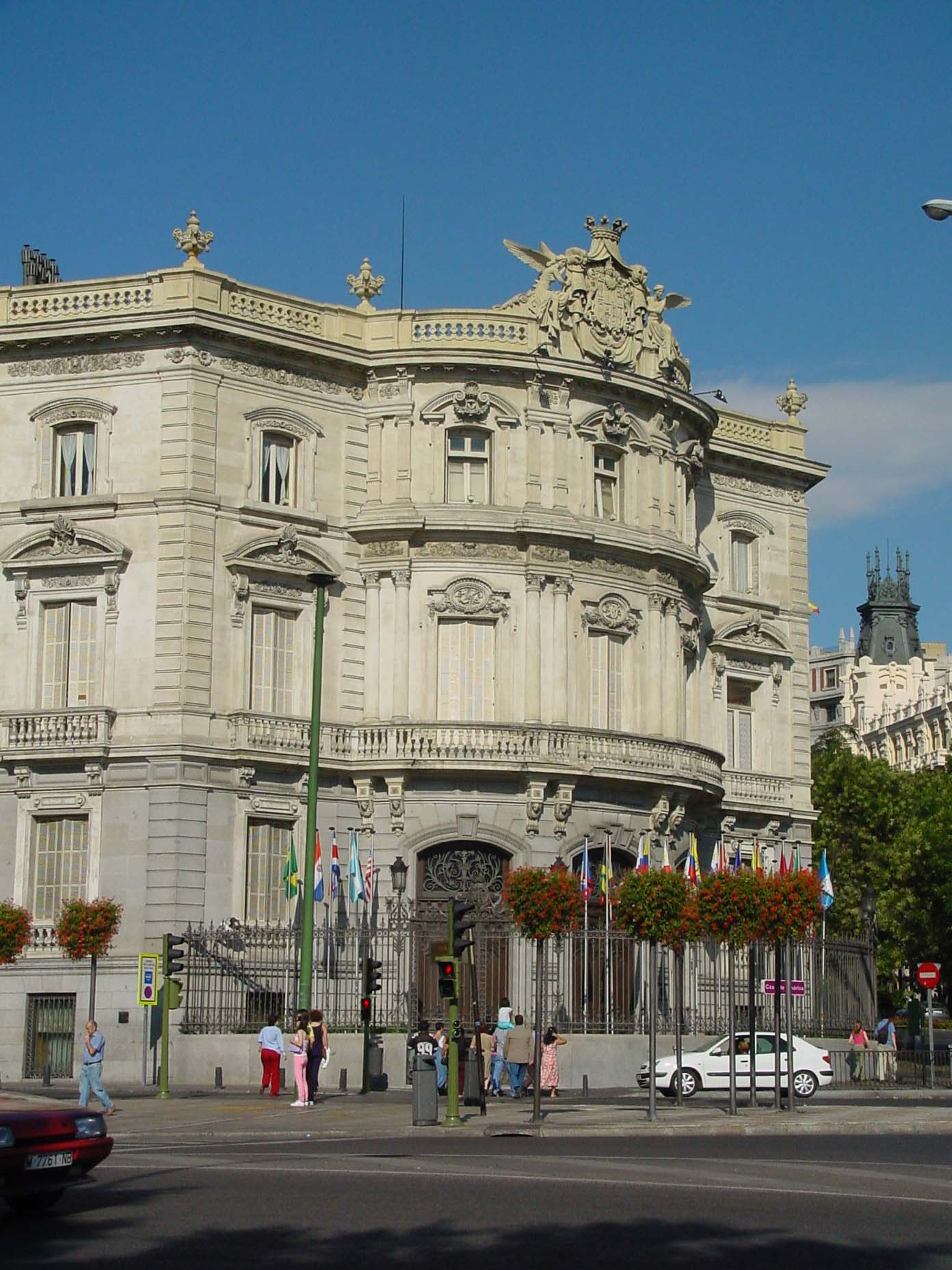
Casa de América, desde el año 2002, ha acogido proyecciones del Festival provenientes del continente homónimo

La séptima edición de LesGaiCineMad, celebrada entre el 1 y el 10 de noviembre, se caracterizó por ampliar ampliar el número de sedes hasta cinco ubicaciones: Casa de América, Ateneo Cultural 1º de Mayo de CC.OO., Planet Hollywood de Plaza de Neptuno, la Universidad Autónoma de Madrid y la Universidad Complutense de Madrid. 
Debido a este crecimiento la organización realizó un llamamiento para aumentar el número de voluntarios y dar cobertura en las diferentes sedes. La programación incluyó 10 largometrajes, 35 cortometrajes y 5 documentales. También se incrementó la dotación económica de los premios elegidos por el público: 3.000 euros para el mejor largometraje, 2.100 euros para el mejor documental y 900 euros para el cortometraje más destacado.

### 8ª Edición (2003)
Celebrada entre el 30 de octubre y el 9 de noviembre de 2003, a las sedes del año anterior se sumaron el Museo Reina Sofía y FNAC Callao.
En 48 sesiones se proyectaron 55 películas, entre ellas 10 creadas en Argentina, con el objetivo de "acercar el público más diverso posible" a la "calidad y a la variedad" de las producciones independientes según afirmó en rueda de prensa el programador del festival Darío López. Por primera vez además de la proyección de películas se incorporó una muestra de arte con fotografías, obras plásticas y videoarte denominada LesGaiARTEMad. 
Se realizó un homenaje al director de cine Pedro Olea (Premio LesGai de Cine) por películas como Un hombre llamado Flor de Otoño. También se premió a la actriz Anabel Alonso (Premio LesGai de Interpretación) por su interpretación de Diana, una actriz lesbiana, en la serie 7 Vidas.

"La convivencia entre las diversas orientaciones sexuales es posible, enriquecedora y recomendable"
Darío López, programador de LesGaiCineMad 

### 9ª Edición (2004)
La edición con más proyecciones hasta la fecha, 122 películas de entre las cuales 16 producciones fueron realizadas en España, tuvo lugar entre el 5 y el 14 de noviembre de 2004.
Con un amplio abanico de temas como la familia, la transexualidad, el morbo, el fetichismo o la salida del armario, también se incluyeron producciones de animación, películas exóticas (de lugares como Pakistán, Noruega, Israel, Chile o Hong Kong) y cine erótico. El LesGaiARTEMad, con una selección de fotografía y arte plástico de temática gai y lésbic realizada en España y Argentina, se realizó en Espacio Guides.
El director de cine Miguel Albadalejo obtuvo el Premio LesGai de Cine por sus contribuciones como Cachorro. 

"Queremos normalizar la imagen del colectivo homosexual en la cultura madrileña"
Gerjo Pérez, director de LesGaiCineMad (2004) 

### 10ª Edición (2005)

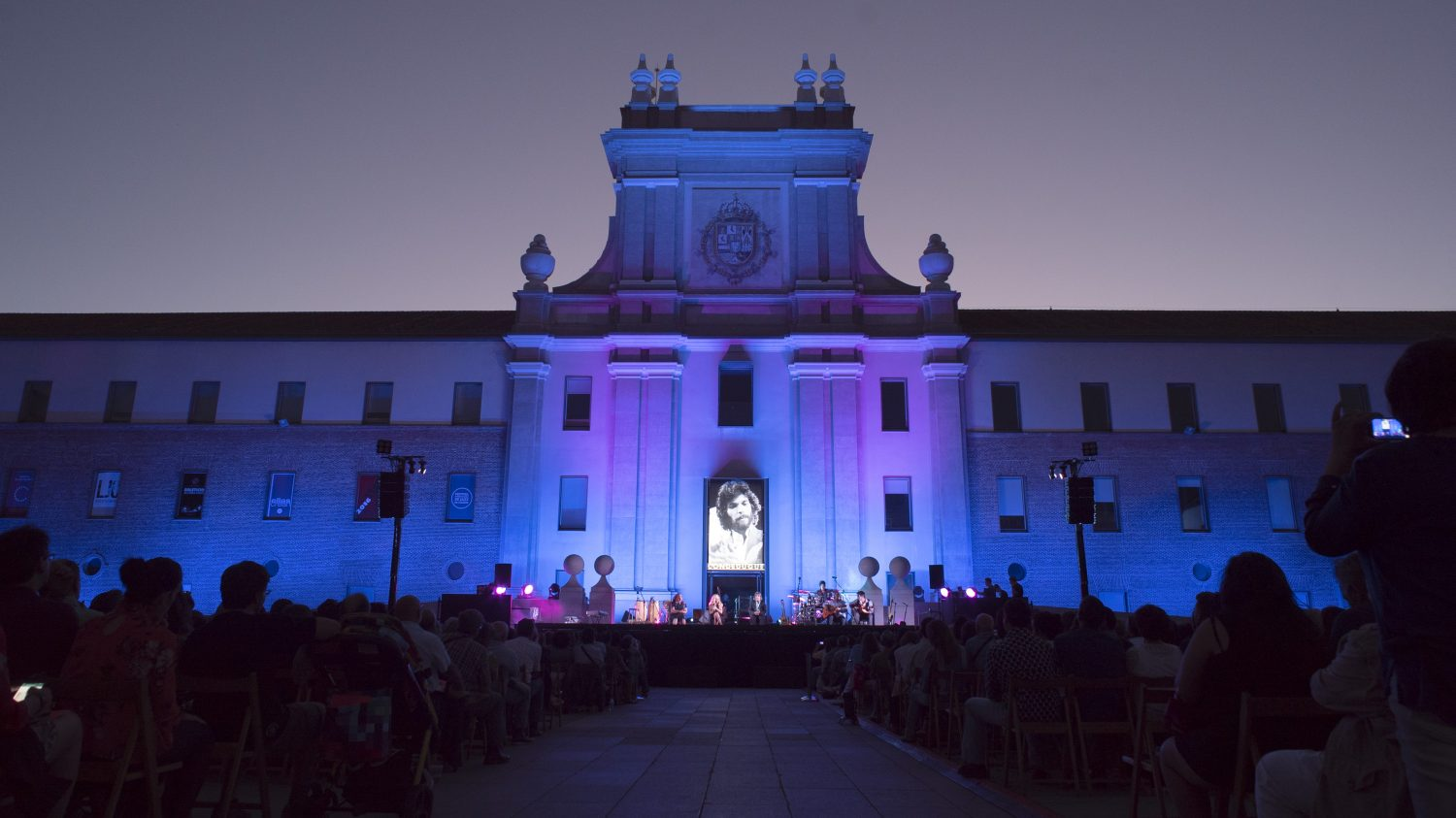
El Centro Conde Duque se incorporó como sede del Festival en su décima edición

En su décimo aniversario LesGaiCineMad se celebró entre los días 3 y 13 de noviembre de 2005. Patrocinado por el Ayuntamiento de Madrid, la Comunidad y el Ministerio de Cultura la programación se exhibió en 8 sedes incorporándose el Centro Madrileño de Imagen Conde Duque a sedes ya conocidas de anteriores ediciones. 
En total se proyectaron más de un centenar de largometrajes, cortometrajes y documentales. Destacaron las muestras de cine LGTB realizado en Israel, México y Canadá que contaron con el apoyo de sus respectivas embajadas en España. Cabe destacar que desde edición parte de la programación exhibida se pudo contemplar en otras ciudades como Buenos Aires, Rosario, Sofía, Barranquilla, Bogotá, Medellín, Pereira o Asunción merced a convenios de colaboración con organismos locales para mostrar parte de la programación.
La obra del director Pedro Almodóvar fue objeto de una retrospectiva y se le otorgó el Premio LesGai de Cine. Las actrices Patricia Vico y Fátima Baeza, por su interpretación de una pareja de lesbianas en la serie Hospital Central, obtuvieron el Premio LesGai de televisión. Manuel Zayas, con su documental Seres Extravagantes, obtuvo los premios LesGai al mejor director español y al mejor documental español. El jurado profesional lo integraron Azucena de la Fuente, Cayetana Guillén Cuervo, Fran A. Zurian, Louis Deulofeu, Mili Hernández y Ruth Toledano. 

### 11ª Edición (2006)

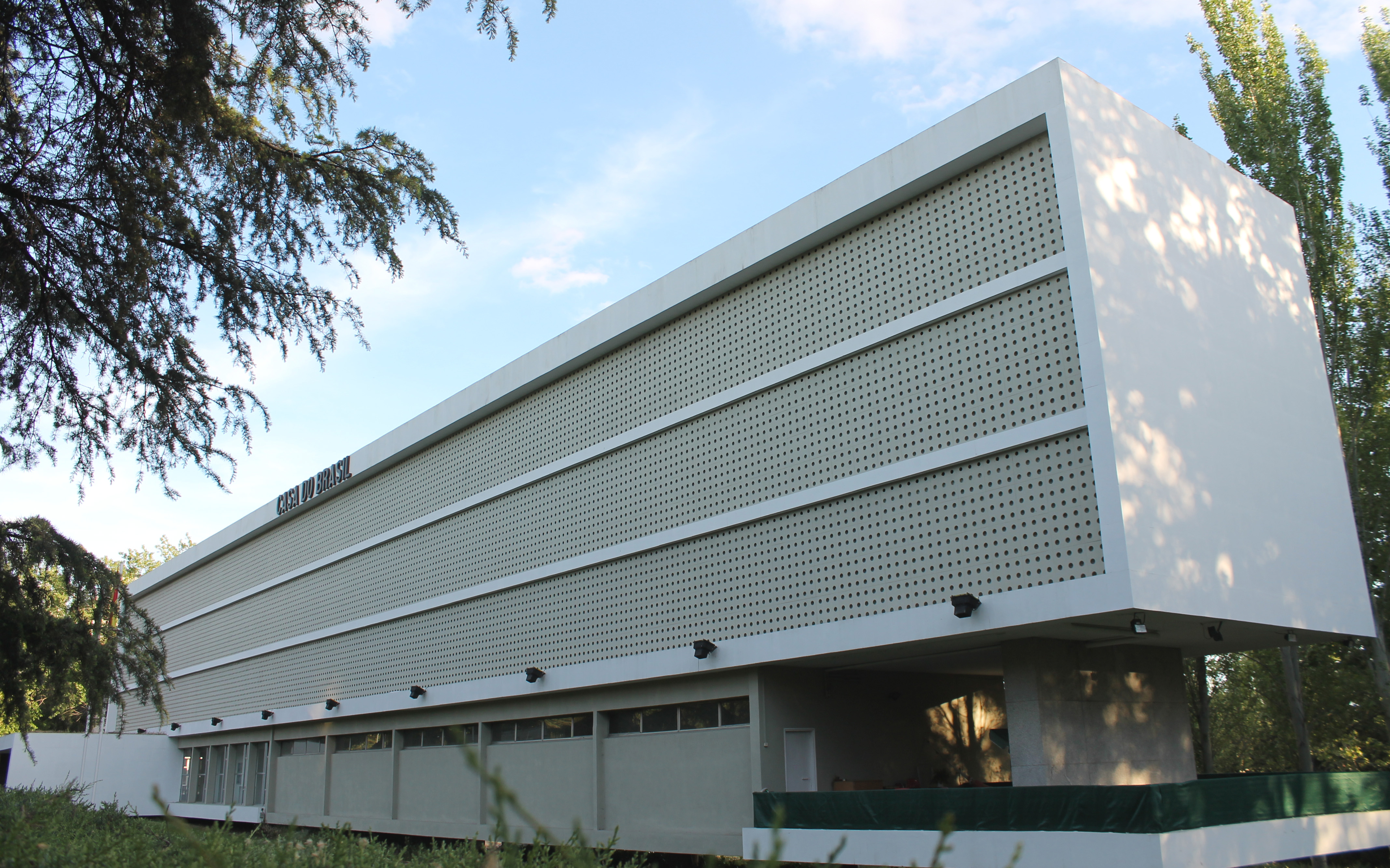
Casa do Brasil, edificio situado en la Ciudad Universitaria de Madrid, una de las sedes de LesGaiCineMad 2006

Con una programación que se proyectó en siete sedes (incorporando Casa do Brasil y la Universidad Carlos III como nuevas sedes) la 11ª edición de LesGaiCineMad tuvo lugar entre el 2 y el 12 de noviembre de 2006.
Se proyectaron más de 130 películas la organización indicó en rueda de prensa que, gracias a la aceptación del público y a su crecimiento, el Festival se había convertido en el quinto festival en su género más importante a nivel mundial. Como principales novedades figuraron el estreno en España de varios largometrajes que no habían sido estrenados en salas comerciales, una selección de películas de Brasil, Canadá e Italia y ciclos específicos dedicados a Homosexualidad y espiritualidad, Transexualidad y Nuevas Familias.

"El LesGaiCineMad llega con la ambición de conquistar a un público cada vez más diverso. En el año 2006 no pretendemos ir de puntillas ni dejar indiferente a ningún espectador".
Lucas Casanova, productor de LesGaiCineMad (2006) 

El jurado profesional lo integraron Manuel Zayas, Victoire Chevalier, Fran A. Zurian, Fernando Chacón, Mili Hernández y Rafael Doctor. La actriz Bibiana Fernández obtuvo el Premio CineMad a la trayectoria artística, la directora Chus Gutiérrez el Premio LesGai de Cine y Eduardo Casanova el Premio LesGai de Televisión.

#### Palmarés
Premios del Jurado
- Mejor Corto Documental: Queer Spawn
- Mejor Director Documental: Walter Stokman por Based on a true story
- Mejor Largometraje Documental: Based on a true story
- Mejor Guion de ficción: Loggerheads
- Mejor Actor de ficción: Chowee Leow por Cut sleeve boys
- Mejor Actriz de ficción: Bonnie Hunt por Loggerheads
- Mejor Corto Animación: Todo por mis hijos
- Mejor Cortometraje: Hoi Maya
- Mejor Dirección: Allan Q. Brocka por Boy Culture
- Mejor Largometraje: Whole new thing
- Mejor Director Español: Juan Simons por K
- Mejor Documental Español: Queer Spawn
- Mejor Cortometraje Español: K
- Mejor Obra Española: Queer spawn

Premios del Público
- Mejor Documental: Sandra o Luis
- Mejor Cortometraje: Flores en el Parque (Mariel Maciá)
- Mejor Largometraje: The Gymnast
- Mejor Obra Española: Flores en el Parque (Mariel Maciá)

### 12ª Edición (2007)
Entre el 31 de octubre y el 11 de noviembre de 2007 tuvo lugar la 12ª edición del Festival. Con trabajos que se proyectaron en siete sedes (incorporándose Lola Bar como sede donde se proyectaron cortometrajes, documentales y videocreaciones), la programación incluyó 20 largometrajes, 50 cortometrajes y 40 documentales además de un buen número de actividades paralelas. La producción española estuvo representada por dos largometrajes, 8 cortometrajes y 3 documentales, destacando la película Clandestinos de Antonio Hens interpretada por Juan Luis Galiardo.

"El cine es una herramienta de comunicación superpotente y marca modelos. Para un homosexual verse reflejado en una película le ayuda a no sentirse un bicho raro y a vivir su diferencia con normalidad."
Gerjo Pérez, director de LesGaiCineMad (2007) 

El jurado profesional lo integró Fran A. Zurián, Jordi Miguell, Leopoldo Alas, Matteo Colombo, Mili Hernández y Victoria Chevalier. El premio LesGai de Cine fue otorgado al actor Tristán Ulloa. El premio LesGai de televisión a las series Lo que surja y Chica busca chica.

#### Palmarés
Premios del Jurado
Ficción
- Mejor largometraje: Un amour à taire (Christian Faure)
- Mejor cortometraje: A domicilio (Mariel Maciá)
- Mejor dirección: Christian Faure (por Un amour à taire)
- Mejor guion: Angelina Maccarone y Judith Kaufmann por Fremde Haut
- Mejor actor: Alejandro Tous por Spinnin': 6000 millones de personas diferentes e Israel Rodríguez por Clandestinos.
- Mejor actriz: Jasmin Tabatabai, por Fremde Haut
- Mención especial: Cam Archer, por Wild tigers I have known
- Mención especial: Vestido nuevo, de Sergi Pérez

Documental
- Mejor largometraje documental: Between the lines (Thomas Wartmann)
- Mejor cortometraje documental: Rape for who I am (Lovinsa Kavuma)
- Mejor dirección documental: Lisa Ades y Lesli Klainberg por Fabulous - The history of queer cinema

Sección española
- Mejor dirección española: Jaima Sylla Paredes, por No magic bullet
- Mejor documental español: Muzuzangabo - El despertador de los demás, de Sergi Agustí Sans

Premios del público
- Mejor largometraje: Spinnin': 6000 millones de personas diferentes (Eusebio Pastrana)
- Mejor cortometraje: ¡¡¡Todas!!! (José Matret Homar)
- Mejor documental: Dos patrias: Cuba y la noche (Christian Liffers)
- Mejor obra española: ¡¡¡Todas!!! (José Matret Homar) y Spinnin': 6000 millones de personas diferentes (Eusebio Pastrana)

### 13ª Edición (2008)
Director: Gerardo José Pérez Meliá
Productor: Lucas Casanova
Fecha: 30 de octubre al 9 de noviembre de 2008

#### Palmarés
- Premio LesGai de Cine: Belén Macías
- Premio LesGai de TV: Carla Antonelli por su papel en la serie El síndrome de Ulises

Premios del Jurado
- Documental
  - Mejor Cortometraje Documental: Freeheld
  - Mención Especial Cortometraje Documental: Cause toujours
  - Mejor Dirección Documental: An island calling (Annie Goldson)
  - Mención especial Dirección Documental: Improvissamente l'inverno scorso (Gustav Hofer y Luca Ragazzi)
  - Mejor Documental: An island calling (Annie Goldson)
- Ficción:
  - Mejor Guion: Vivere (Angelina Maccarone)
  - Mejor Actor: La León (Jorge Román)
  - Mejor Actriz: Senza fine (Irene Vivaldi)
  - Mejor Cortometraje: En liten Tiger
  - Mejor Cortometraje de Animación: Candy Boy
  - Mejor Videoarte: Bouche-à-Bouche
  - Mejor Director: Otto; or, up with dead people (Bruce Labruce)
  - Mención Especial: The amazing truth about Queen Raquela
  - Premio Leopoldo Alas Mejor Largometraje: Les filles du botaniste
- Sección Española:
  - Mejor Cortometraje Español: El mueble de las fotos
  - Mejor Documental Español: La moma

Premios del Público
- Cortometraje:
  - Mejor Cortometraje: Café com leite
  - Segundo: En liten Tiger
  - Tercero: El mueble de las fotos
- Documental:
  - Mejor Documental: It's STILL elementary
  - Segundo: Improvissamente l'inverno scorso
  - Tercero: For the Bible tells me so
- Largometraje:
  - Mejor Largometraje: Les filles du botaniste
  - Segundo: Quemar las naves
  - Tercero: Breakfast with Scot
- Obra Española:
  - Mejor Obra Española: Cuarto creciente
  - Segundo: El mueble de las fotos
  - Tercero: Campillo sí, quiero

### 14ª Edición (2009)
Director: Gerardo José Pérez Meliá
Productor: Lucas Casanova
Fecha: 29 de octubre al 8 de noviembre de 2009

#### Palmarés
- Premio LesGai de Cine: Ventura Pons[49]
- Premio LesGai de Interpretación: Mario Casas y Ana María Polvorosa por "Mentiras y gordas"

Premios del Jurado
- Documental 
  - Mejor Dirección Documental: John Greyson por Fig Trees
  - Mejor Documental: Edie and Thea: A Very Long Engagement
- Largometraje 
  - Mejor Guion: David Brinds por Dare / Roberto Castón por Ander
  - Mejor Actor. Lu Yulai por Soundless Wind Chime
  - Mejor Actriz: Sharon Gless por Hannah Free
  - Mejor Dirección: Wing Kit Hung por Soundless Wind Chime
  - Mejor Largometraje – Premio Leopoldo Alas: Ander de Roberto Castón
- Cortometraje 
  - Mejor cortometraje: Steam de Eldar Rapaport
  - Mejor cortometraje de animación: Make a Mate de Jennifer Jordan
  - Mejor Pieza de Videocreación: Aprop de Aitor Echevarria

Premios del Público
- Premio Voluntarios 
  - Patrik age 1.5 – Ella Lemhagen
- Premio del Público Sanse al Mejor Cortometraje Madrileño 
  - Pulsiones - José Manuel Carrasco
- Mejor Cortometraje 
  - Mother know best – Bardi Gudmundsson
- Mejor Documental 
  - Meu amigo claudia - Dacio Pinheiro
- Mejor Largometraje 
  - 1º puesto – Patrik Age 1.5 – Ella Lemhagen
  - 2º puesto – Ander – Roberto Castón
  - 3º puesto - The world unseen – Shamim Sarif
- Mejor Obra Española 
  - Ander – Roberto Castón

### 15ª Edición (2010)
Director: Gerardo José Pérez Meliá
Productor: Lucas Casanova
Fecha: 28 de octubre al 7 de noviembre de 2010

#### Palmarés
- Premio Lesgai de Cine: Sigfrid Monleón por El cónsul de Sodoma
- Premio Lesgai de TV: Marina San José y Carlota Olcina por su trabajo en la serie televisiva Amar en tiempos revueltos

Premios del Público
- Mejor Largometraje: The Secret Diaries of Miss Anne Lister
- Mejor Cortometraje: Ansiedad
- Mejor Documental: Guerriller@s
- Mejor Obra Española: Ansiedad

### 16ª Edición (2011)
Director: Gerardo José Pérez Meliá
Productor: Lucas Casanova
Fecha: del 3 de noviembre al 13 de noviembre de 2011

#### Palmarés
Premios del Jurado
Categoría FICCIÓN 
- Mejor Largometraje – Premio Leopoldo Alas: Weekend (2011) de Andrew Haigh
- Mejor Dirección: Andrew Haigh por Weekend (2011)
- Mejor Guion: Paula Milne por The Night Watch (2011)
- Mejor Actor: Roberto Farías y Héctor Morales por Mi último round (2010)
- Mejor Actriz: Anna Maxwell Martin por The Night Watch (2011)
- Mejor Cortometraje: The Colonel’s Outing (2011) de Christopher Banks
- Mejor Cortometraje de Animación: Yulia (2009) de Antoine Arditti
- Mejor Pieza de Videocreación: Treviano e la luna (2011) de Clark Nikolai

Categoría Documental 
- Mejor Largometraje Documental: Le Ciel en Bataille (2011)
- Mejor Dirección Documental: Rachid B por Le Ciel en Bataille (2011)
- Mejor Cortometraje Documental (ex aequo)
  - XY: Anatomy of a Boy (2009) de Mette Carla Albrechtsen
  - Vera, Lara y Visas (2011) de Xiana García Freire

Sección Española
- Mejor Obra Española: Vides transexualls (2011) de María Popova
- Mejor Director Español: María Popova por Vides transexualls (2011)
- Mejor Documental Español: Vides transexualls (2011) de María Popova
- Mejor Cortometraje en español: Sígueme (2011) de Alejandro Durán

Premios del Público
- Mejor Largometraje: You Should Meet My Son! (2010) de Keith Hartman
- Mejor Documental: 365 Without 377 (2011) de Adele Tulli
- Mejor Cortometraje: Muy Mujer (2011) de Luis Escobar
- Mejor Obra Española: Muy Mujer (2011) de Luis Escobar

### 17ª Edición (2012)
Director: Gerardo José Pérez Meliá
Productor: Lucas Casanova
Fecha: del 1 de noviembre al 11 de noviembre de 2012

#### Palmarés
Premios del Jurado
- Mejor Documental: Call me Kuchu de Katherine Fairfax Wright & Malika Zouhali-Worrall
- Mejor Dirección: Chris Arnold por Trans
- Mejor Documental Español: Testigos de un Tiempo Maldito de Javi Larrauri
- Mención especial: Right 2 Love de Adaia Teruel
- Mejor Cortometraje Documental: En Tierra de Vaqueros de Oliver Rendón
- Mejor Cortometraje: The Wilding de Grant Scicluna
- Mejor Cortometraje Español: El Hijo de Venci Kostov
- Mejor Cortometraje de Animación: Despierta de Rafa Salom Lubov
- Mejor Videoarte: Refugio de Emilio J. López
- Mejor Largometraje: Laurence Anyways de Xavier Dolan
- Mejor Director: Ira Sachs por Keep the Lights On
- Mejor Actor: Thure Lindhart por Keep the Lights On
- Mejor Actriz: Nikohl Boosheri & Sarah Kazemy por Circumstance
- Mejor Guion: Ingibjörg Reynisdóttir & Baldvin Zophoníasson por Jitters/Órói

Premios del Público
- Mejor Largometraje del público: It Gets Better de Tanwarin Sukkhapisit
- Mejor Documental del Público: Call me Kuchu de Katherine Fairfax Wright & Malika Zouhali-Worrall
- Mejor Cortometraje del público: Vecinas de Eli Navarro
- Mejor Obra Española: Cuerpo a Tierra de Celina Tolosa

### 18ª Edición (2013)
Director: Gerardo José Pérez Meliá
Productor: Lucas Casanova
Fecha: del 31 de octubre al 10 de noviembre de 2013

#### Palmarés
Premios del Jurado
- Premio Leopoldo Alas al Mejor Largometraje: Aynehaye Rooberoo / Facing Mirrors de Negar Azarbayjan
- Premio a la Mejor Dirección: Negar Azarbayjan por Aynehaye Rooberoo / Facing Mirrors
- Premio al Mejor Guion: Diederik Ebbinge por Matterhorn
- Premio al Mejor Actor: René van't Hof y Ton Kas por Matterhorn
- Premio a la Mejor Actriz: Olimpia Dukakis por Cloudburst
- Mención Especial: Gerontophilia de Bruce LaBruce
- Mejor Documental: Valentine Road de Marta Cunningham
- Mejor Documental Español: Born Naked de Andrea Esteban
- Mejor Dirección Documental: Yariv Mozer por The Invisible Men
- Mejor Cortometraje Documental: Straight With You (Niet Op Meisjes) de Daan Bol
- Mejor Cortometraje: Electric Indigo de Jean Julien Colette
- Mejor Cortometraje Español: Huellas de José Manuel Silvestre
- Mejor Animación: Jag ag rund de Mario Adamson
- Mejor Videocreación: Christina de Milica Zec

Premios del Público
- Mejor Película: Aynehaye Rooberoo / Facing Mirrors de Negar Azarbayjan
- Mejor Cortometraje: Desnudos de José Antonio Cortés Amunárriz
- Mejor Obra Española: Born Naked de Andrea Esteban
- Mejor Documental: I am Divine de Jeffrey Schwarz

### 19ª Edición (2014)
Director: Gerardo José Pérez Meliá
Productor: Lucas Casanova
Fecha: del 30 de octubre al 9 de noviembre de 2014
Jurado: Alfonso Albacete, Alex Bernabé, Belén Bernuy, Vincent Doyle, Andrea Esteban, Venci Kostov, Aitor Saraiba y Rhoda N. Wainwright

#### Palmarés
Premios del Jurado
- Premio a Mejor Película: Tiger Orange de Wade Gasque
- Mejor Director: Sophie Hyde por 52 Tuesdays
- Mejor Guion: Mathew Cormack & Sophie Hyde por 52 Tuesdays
- Mejor Actor: Frankie Valenti por Tiger Orange
- Mejor Actriz (ex aequo): Gloria Pires, Miranda Otto y Tracy Middenforf por Flores Raras
- Mención especial: Più buio di mezzanotte, de Sebastiano Riso, por introducirnos en un universo felliniano y passolliniano de la mano del adolescente Davide
- Mejor Documental: Born this way de Shaun Kadlec & Deb Tullmann
- Mejor Corto Documental: Mamis de Virginia Fuentes
- Mejor Dirección de Documental: Ethan Reid por Peter de Rome: Grandfather of Gay Porn
- Mejor Documental Español: Las ventanas abiertas de Michèle Massé
- Mejor Cortometraje: You're dead to me de Wu Tsang
- Mejor Cortometraje Español: Moiré de Juancho Bañuelos y Estefanía Cortés
- Mejor Cortometraje animado: Happy and Gay de Lorelei Pepi
- Mejor videocreación: Kuhani de Ntare Guma Mbaho Mwine
- Mención especial: Inside the Box de David Martín Porras

Premios del Público
- Mejor Película: Flores Raras (Reaching for the moon) de Bruno Barreto
- Mejor Documental: El viaje de Carla de Fernando Olmeda
- Mejor Cortometraje: Rue des Roses de Patrick Fabre
- Mejor Obra Española: El viaje de Carla de Fernando Olmeda

### 20ª Edición (2015)
Directora: Inma Esteban
Productor: Gerardo José Pérez Meliá
Fecha: del 29 de octubre al 15 de noviembre de 2015

#### Palmarés
Premios del Jurado
Largometrajes de ficción (Assumpta Serna, José Luis Serrano y Ramón Salazar)
- Mejor Largometraje: Something must break de Ester Martin Bergskmark
- Mejor Director: David Lambert por Je suis à toi
- Mejor Guion: Desiree Akhavan por Appropriate Behaviour
- Mejor Actriz: Saga Becker por Something Must Break
- Mejor Actor: Nahuel Pérez Biscayart por Je suis à toi

Cortometrajes de ficción (Abel Azcona, Estefanía Cortes and Sandra Collantes)
- Mejor Cortometraje: Pride de Pavel G. Vesnakov
- Mejor Cortometraje español: Aitona Mantangorria de Kepa Errasti
- Mejor Videoarte: La vie en rose de Santiago Echeverry
- Mención Especial: Tom in America por las interpretaciones de Burt Young y Sally Kirkland

Documentales (Javier Larrauri, María Luisa López Municio y Virginia Fuentes)
- Mejor Documental: The Amina Profile, de Sophie Deraspe
- Mejor Dirección : Pablo García Pérez de Lara y Marc Serena por Tchindas
- Mejor Documental Español: Juntos y revueltos: El mejunje de Silverio, de Nicolás Muñoz
- Mejor Cortometraje: Primavera Rosa en el Kremlin, de Mario de la Torre
- Mención Especial: XY de Luis Alejandro Arriola Ayala

Premios del Público
- Mejor Largometraje de Ficción: Liz en septiembre de Fina Torres
- Mejor Cortometraje: Aban+Khorsid de Darwin Serink
- Mejor Documental: Tchindas de Pablo García Pérez de Lara y Marc Serena
- Mejor Obra Española: Tchindas de Pablo García Pérez de Lara y Marc Serena
- Mejor Cortometraje Español Robin Hood Films: Vainilla de Juan Beiro
- Premio San Sebastián de los Reyes: El viaje de Carla de Fernando Olmeda

### 21ª Edición (2016)
Directora: Inma Esteban
Productor: Gerardo José Pérez Meliá
Fecha: del 27 de octubre al 13 de noviembre de 2016
Jurado: Carlota Coronado, David Mora, Leticia Dolera, Kat Hidalgo, Marina Seresesky, Michèle Massé, Pablo Martín, Paco Tomás y Víctor Solano

#### Palmarés
Premios del Jurado
Sección Largometraje
- Mejor Película: De l’ombre il y a de Nathan Nicholovitch
- Mejor Dirección: Alex Anwandter por Nunca vas a estar solo
- Mejor Guion: Kater de Händl Klaus
- Mejor Actor: David d’Ingéo por De l’ombre il y a
- Mejor Actriz (ex aequo): 
  - Breeda Wool por AWOL
  - Laura Rojas-Godoy por Los objetos amorosos

Sección Documental
- Mejor Documental: Real Boy de Shaleece Haas
- Mejor Cortometraje Documental: Impuesto de Salida de Jorge Medranda Jordán
- Mejor Dirección Documental: Primavera Rosa en México de Mario de La Torre
- Mejor Documental Español: Manolita, la Chen de Arcos de Valeria Vegas
- Mención Especial del Jurado: Diversxs de Afioco y Jorge Garrido

Sección Cortometraje y Videoarte
- Mejor Cortometraje: Sonderkommando de Nicola Ragone
- Mejor Videoarte: Evaporación de Indra Villaseñor
- Mejor Cortometraje de Animación: Celui qui a deux âmes de Fabrice Luang-Vija
- Mejor Cortometraje Español/Premio Cromadrid: En la azotea de Damiá Serra Cauchetiez
- Menciones especiales del Jurado: 
  - Not K.O. de Xavier Sirven, por su gran valía artística tanto en la puesta en escena como en la dirección de las actrices protagonistas.
  - Daaravtha de Nishant Roy Bombarde, por la valentía, la ternura de la historia y por dar visibilidad al diálogo por los derechos de la comunidad LGTBI.
  - De vuelta de Gabriel Dorado, por su calidad estética gracias a una cuidada dirección de arte y una sugestiva fotografía.

Premios del Público
- Mejor Largometraje: Io E Lei de Maria Sole Tognazzi
- Mejor Documental: Mi Reflejo de Yolanda Cosgaya y Silvia Pedraza
- Mejor Cortometraje o Videoarte: More Than God de Kev Cahill
- Mejor Obra Española: Mi Reflejo de Yolanda Cosgaya y Silvia Pedraza
- Premio LesGaiCine Rivas: El Viaje de Carla de Fernando Olmeda
- Premio LesGaiCine Getafe: El Viaje de Carla de Fernando Olmeda
- Premio LesGaiCine Sanse: Primavera Rosa en México de Mario de la Torre

### 22ª Edición (2017)
Esta edición ha supuesto un crecimiento en repercusión mediática y presupuesto muy importante para la edición del festival, con la programación más y mejor votada de su historia por parte del público. Telemadrid y Onda Madrid fueron los medios oficiales de un evento que se extendió durante 18 días en la Comunidad de Madrid, contó con más de 40 actividades paralelas, más de 50 personas invitadas de los equipos de las películas programadas y tres premios honoríficos, concedidos a Samantha Flores, Roberto Pérez Toledo y el Premio Sebastiane.
Director: Gerardo José Pérez Meliá
Productor: Gerardo José Pérez Meliá
Fecha: del 26 de octubre al 12 de noviembre de 2017
Jurado: Adrián Silvestre, Afioco, Arlette Torres, Belén Herrera, Carolina Laferre, David Velduque, Fernando Olmeda, Samantha Flores, Valeria Vegas y Trifonia Melibea Obono

#### Palmarés
Premios del Jurado
Documentales 
- Mejor cortometraje documental: Impunity de Isaac Matovu y Peter Zaasa (Uganda)
- Mejor dirección documental: Lucas Santa Ana por El puto inolvidable
- Mejor documental español: Primavera rosa en Brasil de Mario de La Torre (España)
- Mejor documental: Small Talk de Hui-Chen Huang (Taiwán)

Cortometrajes 
- Mención especial del jurado: Según Mateo de Enrique Gimeno y Osama Chami (España)
- Mejor cortometraje de animación: Pussy de Renata Gasiorowska (Polonia)
- Mejor cortometraje de videoarte o cine experimental: Inocentes de Douglas Soares (Brasil)
- Mejor cortometraje internacional: Junito de Adriana González-Vega (Puerto Rico)
- Mejor cortometraje nacional: Zarpazo de Nerea Castro (España)

Largometrajes de ficción 
- Mención especial del jurado: 120 latidos por minuto de Robin Campillo (Francia)
- Mejor guion: John Trengove, Malusi Bengu y Thando Mgqoozana por Inxeba (Sudáfrica)
- Mejor interpretación (ex aequo): 
  - Josh O’Connor por God’s Own Country de Francis Lee (Reino Unido)
  - Kiti Mánver por Las heridas del viento de Juan Carlos Rubio (España)
- Mejor dirección: Francis Lee por God’s Own Country (Reino Unido)
- Mejor largometraje de ficción: Close-Knit de Naoko Ogigami (Japón)

Premios del Público
- Mejor obra proyectada en Rivas-Vaciamadrid: El Casamiento de Víctor Quintero y Sergio Rey (España)
- Mejor cortometraje o videoarte: Skai Blue de Guido Verelst (Bélgica)
- Mejor cortometraje documental: Half a Life de Tamara Shogaolu (Estados Unidos)
- Mejor documental: El puto inolvidable de Lucas Santa Ana (Argentina)
- Mejor obra dirigida por una mujer: Half a Life de Tamara Shogaolu (Estados Unidos)
- Mejor obra española: Piscina de Carlos Ruano (España)
- Mejor largometraje: Close-Knit de Naoko Ogigami (Japón)

## Palmarés generales
| Año  | Mejor Largometraje                       | Mejor Largometraje                     | Mejor Documental                               | Mejor Documental      | Mejor Cortometraje                        | Mejor Cortometraje   |
| ---- | ---------------------------------------- | -------------------------------------- | ---------------------------------------------- | --------------------- | ----------------------------------------- | -------------------- |
| 2019 | Bandera de Georgia · Bandera de Suecia   | And Then We Danced                     | Bandera de México                              | Un viaje en taxi      | Bandera de Indonesia                      | KADO                 |
| 2018 | Bandera de Paraguay · Bandera de Francia | Las herederas                          | Bandera de Colombia                            | Señorita María        | Bandera de Canadá                         | Marguerite           |
| 2017 | Bandera de Japón                         | Close-Knit                             | Bandera de Taiwán                              | Small Talk            | Bandera de Puerto Rico                    | Junito               |
| 2016 | Bandera de Francia · Bandera de Camboya  | De l’ombre il                          | Bandera de Estados Unidos                      | Real Boy              | Bandera de Italia                         | Sonderkommando       |
| 2015 | Bandera de Suecia                        | Something must break                   | Bandera de Canadá                              | The Amina Profile     | Bandera de Bulgaria · Bandera de Alemania | Pride                |
| 2014 | Bandera de Estados Unidos                | Tiger Orange                           | Bandera de Estados Unidos · Bandera de Camerún | Born this way         | Bandera de Estados Unidos                 | You're dead to me    |
| 2013 | Bandera de Irán                          | Aynehaye Rooberoo                      | Bandera de Estados Unidos                      | Valentine Road        | Bandera de Bélgica · Bandera de Francia   | Electric Indigo      |
| 2012 | Bandera de Canadá                        | Laurence Anyways                       | Bandera de Estados Unidos · Bandera de Uganda  | Call me Kuchu         | Bandera de Australia                      | The Wilding          |
| 2011 | Bandera del Reino Unido                  | Weekend                                | Bandera de Francia                             | Le Ciel en Bataille   | Bandera de Nueva Zelanda                  | The Colonel’s Outing |
| 2010 | Bandera del Reino Unido                  | The Secret Diaries of Miss Anne Lister | Bandera de España                              | Guerriller@s          | Bandera de España                         | Ansiedad             |
| 2009 | Bandera de España                        | Ander                                  | Bandera de Canadá                              | Fig Trees             | Bandera de Estados Unidos                 | Steam                |
| 2008 | Bandera de Francia · Bandera de Canadá   | Les filles du botaniste                | Bandera de Nueva Zelanda                       | An island calling     | Bandera de Suecia                         | En liten Tiger       |
| 2007 | Bandera de Francia                       | Un amour à taire                       | Bandera de Estados Unidos                      | Between the lines     | Bandera de España                         | A domicilio          |
| 2006 | Bandera de Canadá                        | Whole new thing                        |                                                | Based on a true story | Bandera de Suiza                          | Hoi Maya             |